# Daniël van der Meulen (1894-1989)
Daniël van der Meulen (Laren (Gelderland), 4 september 1894 – Gorssel, 24 september 1989) was een Nederlandse diplomaat, ontdekkingsreiziger en schrijver. Hij werkte voor de Nederlandse overheid, in de nadagen van Nederlands-Indië. Later is hij als consul actief geweest in Djedda, Saoedi-Arabië.

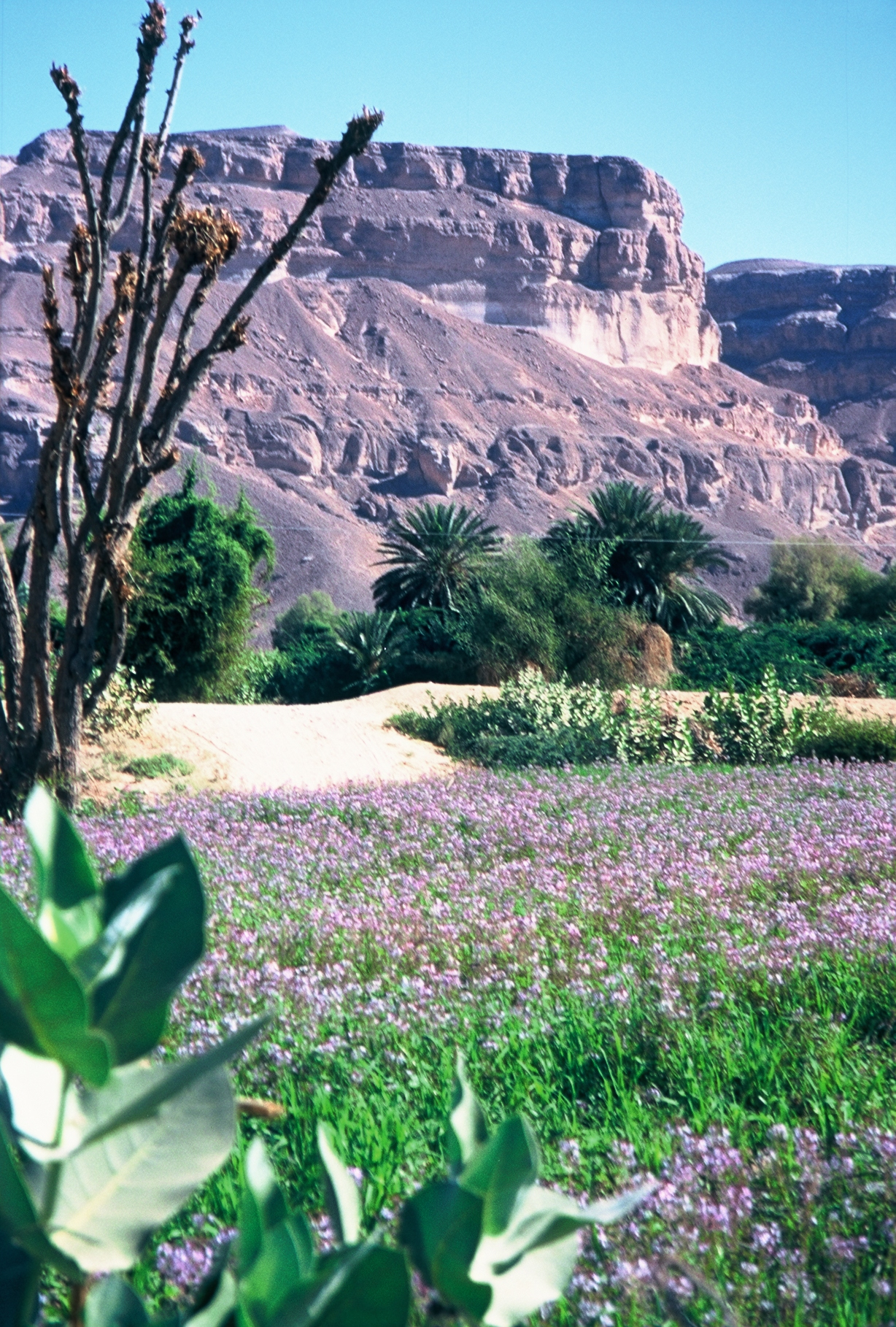
Hadramaut (Jemen)

Tijdens zijn opleiding aan de Universiteit van Leiden volgde hij colleges bij de bekende arabist en islamoloog Christiaan Snouck Hurgronje. Ook onderhield hij veel contact met de Nederlandse Christen-Studenten Vereniging, waarin de latere missioloog Hendrik Kraemer een belangrijke rol speelde.
Van der Meulen was van 1915 tot 1923 controleur in Balige in het gebied van de grotendeels gekerstende Toba-Bataks. In 1923 keerde hij voor studieverlof terug naar Nederland. De geplande studie ging echter niet door en in plaats daarvan werd hij op advies van Snouck Hurgronje benoemd tot consul in Djedda. Om deze functie te bekleden diende Van der Meulen alsnog te gaan studeren, namelijk Arabisch bij Snouck Hurgronje. Ook studeerde hij nog zes weken aan de Al-Azhar Universiteit in Caïro.
Djedda was voor Nederland een belangrijk consulaat vanwege de vele islamitische pelgrims uit Nederlands-Indië. De werkzaamheden kenden een piek tijdens de hadj, de bedevaart naar Mekka, maar buiten die periode was het vrij rustig. Dit stelde Van der Meulen in staat om, gestimuleerd door Snouck Hurgronje, verschillende reizen te maken, onder andere naar de Hadramaut in Jemen. Omdat nogal wat Indische moslims oorspronkelijk uit de Hadramaut kwamen, had dit bezoek ook een politieke betekenis. Tijdens zijn eerste reis naar de Hadramaut reisde hij samen met de Duitse geograaf Hermann von Wissmann.
In 1932 ging Van der Meulen weer naar Indië. Hij was eerst assistent-resident in Payakumbuh in de Minangkabau (West-Sumatra) en vanaf 1935 werkte hij in Palembang in Zuid-Sumatra. Hier kreeg hij verlof om opnieuw met Von Wissmann een reis naar de Hadramaut te maken. In 1939 werd hij geplaatst in Makassar op Celebes.
Omdat de Nederlandse consul te Djedda vanwege het uitbreken van de Tweede Wereldoorlog niet naar zijn post kon terugkeren, werd Van der Meulen opnieuw naar deze standplaats gezonden, deze keer als gevolmachtigd minister. Zijn opdracht was in eerste instantie om zo veel mogelijk pelgrims terug te doen keren naar Nederlands-Indië. Na de bezetting van Indië door Japan kreeg hij daarnaast als taak om spionnen te werven onder de pelgrims. Van der Meulen bezocht in 1944 opnieuw de Hadramaut.
In 1945 keerde hij terug naar Nederlands-Indië, waar hij ging werken voor de Regeringsvoorlichtingsdienst. Ook was hij in 1946 drie maanden hoofd van het Departement voor Onderwijs en Eredienst. In 1948 keerde hij tijdelijk voor verlof terug naar Nederland, maar dit werd een definitief vertrek. In Nederland kreeg hij de taak om de Arabische afdeling van Radio Nederland Wereldomroep te organiseren. Het was zijn laatste functie voordat hij in 1952 met pensioen ging. Van der Meulen maakte hierna nog verschillende reizen naar het Arabische subcontinent en werkte zijn reiservaringen uit in een aantal boeken die door arabisten wereldwijd nog steeds als standaardwerken worden gebruikt.
Een andere Nederlander die rond dezelfde tijd als Daniël van der Meulen in Arabië heeft gereisd was dr. P.H. van der Hoog. Ook hij heeft zijn ervaringen beschreven in een boek.

## Werken
- Hadramaut: some of its mysteries unveiled (met H. von Wissmann). Leiden: E.J. Brill, 1932.
- Aden to Hadhramaut: a journey in South Arabia (met Bernard Reilly). London: Murray, 1947.
- Onbekend Arabië. Amsterdam: Meulenhoff, 1951.
- Ontwakend Arabië. Amsterdam: Meulenhoff, 1953.
- Mijn weg naar Arabië en de Islam . Amsterdam: Van der Peet, 1954.
- Wells of Ibn Sa'ud. London: Murray, 1957.
- Verdwijnend Arabië: ontmoetingen en avonturen in een woestijnland. Amsterdam: Meulenhoff, ca. 1958.
- Faces in Shem. London, Murray, 1961.
- Ik stond er bij: het einde van ons koloniale rijk. Baarn: Bosch & Keuning, 1965. Herziene versie onder de titel: Hoort gij de donder niet?: begin van het einde der Nederlandse gezagvoering in Indië. Een persoonlijke terugblik. Franeker: Wever, 1977.
- Changing Arabia: an observer's impressions 1926-'64. Leiden: Brill, 1966.
- Sa'oedi Arabië, (AO-boekje 1705). Lelystad: Stichting IVIO, 1978.
- De islam vroeger en nu, (AO-boekje 1708). Lelystad: Stichting IVIO, 1978.
- Jemen, (AO-boekje 1723). Lelystad: Stichting IVIO, 1978.
- Het andere christenvolk in Indonesië, (AO-boekje 1818). Lelystad: Stichting IVIO, 1980.
- Crisis in de wereld van de Islam, (AO-boekje 1834). Lelystad: Stichting IVIO, 1980.